# پیروزی (فیلم ۱۹۴۰)
پیروزی (انگلیسی: Victory) فیلمی به کارگردانی جان کرامول است که در سال ۱۹۴۰ منتشر شد.